# Segunda División Peruana 2014
El Campeonato Descentralizado ADFP-SD 2014, conocida como Segunda División del Perú 2014 y por razones de patrocinio como Copa Best Cable 2014, fue la edición número 62 de la Segunda División del Perú, la novena desde que se descentraliza en 2006, la novena bajo la denominación de Campeonato Descentralizado ADFP-SD y la primera bajo el patrocinio de Best Cable.
En esta versión 2014, se sumaron los clubes Pacífico FC y José Gálvez que descendieron del Campeonato Descentralizado 2013 y Unión Huaral que ascendió al haber logrado el subcampeonato en la Copa Perú 2013.
Antes del inicio del torneo Sportivo Huracán decidió no participar y regresará a la Etapa Regional de la Copa Perú 2014. Finalmente se decidió invitar a tres clubes que alcanzaron la etapa nacional de la Copa Perú 2013: Willy Serrato, Carlos A. Mannucci y Comerciantes Unidos, que se unieron a los 10 restantes equipos participantes de la temporada anterior, para conformar un total de dieciséis escuadras que participarán en el torneo.
El torneo comenzó el 26 de abril y finalizó el 30 de noviembre, coronando como campeón a Deportivo Municipal, quien ascendió automáticamente a la Primera División para la temporada 2015. Los equipos que descendieron a la Copa Perú para la temporada 2015 fueron los clubes José Gálvez FBC, que finalizó en el penúltimo lugar y Walter Ormeño que finalizó en el último lugar de la tabla acumulada del año.

## Aspectos generales

### Modalidad
La ADFP-SD determinó que el Torneo 2014 se jugara con 16 equipos, jugarán todos contra todos en 30 fechas. El Campeonato Descentralizado ADFP-SD 2014 se jugará en una sola Etapa que consta de dos ruedas con partidos de ida y vuelta, se inició el 26 de abril y finalizaría el 30 de noviembre, al término de lo cual se determinará al club Campeón, que ascenderá a la Primera División, así como a los dos clubes que descenderán de Categoría.

### Proclamación del Campeón
El Club que obtenga el mayor puntaje acumulado en el Campeonato Descentralizado ADFP-SD 2014 obtendrá el título de Campeón. Si dos clubes empataran en puntos en el primer puesto al término de la segunda rueda, la Junta Directiva de la ADFP-SD programará en el término de siete días calendario como máximo, un partido definitorio en el escenario que a su criterio garantice la mejor realización del mismo. Si al término del partido se encontraran empatados, se jugará dos tiempos suplementarios de quince minutos cada uno; y de persistir el empate se lanzarán penales bajo el Sistema FIFA, hasta definir a un equipo ganador. El ganador será declarado Campeón y el perdedor ocupará el segundo lugar como Subcampeón. Los gastos y beneficios de este partido serán asumidos en partes iguales.

### Definición del descenso
Los clubes que ocupen los dos últimos lugares al finalizar el Campeonato Descentralizado ADFP-SD 2014 Descenderán de Categoría, debiendo intervenir en la Etapa Departamental de la Copa Perú 2015.
En caso de producirse el retiro o exclusión de un equipo en el transcurso del Campeonato, no será considerado dentro del cupo del descenso.

## Ascensos y descensos
| Posición | al Descentralizado 2014 |
| -------- | ----------------------- |
| 1.º      | Los Caimanes            |

| Posición | del Descentralizado 2013 |
| -------- | ------------------------ |
| 15.º     | Pacífico FC              |
| 16.º     | José Gálvez              |

| Posición | de la Copa Perú 2013 |
| -------- | -------------------- |
| 2.º      | Unión Huaral         |
| 3.º      | Willy Serrato        |
| 8.º      | Carlos A. Mannucci   |
| 9.º      | Comerciantes Unidos  |

| Posición | a la Copa Perú 2014 |
| -------- | ------------------- |
| 13.º     | Sport Áncash        |
| 14.º     | Alianza Cristiana   |
| Retirado | Sportivo Huracán    |

## Equipos participantes
| Club                   | Entrenador         | Ciudad   | Estadio                     | Capacidad | Marca   | Patrocinador    |  |
| ---------------------- | ------------------ | -------- | --------------------------- | --------- | ------- | --------------- |  |
| Alfonso Ugarte         | Edson López        | Puno     | Enrique Torres Belón        | 25.000    | Zentty  |                 |  |
| Alianza Huánuco        | Aldo Cavero        | Huánuco  | Heraclio Tapia              | 25.000    | Loma's  | UDH             |  |
| Atlético Minero        | Julio García       | Matucana | Municipal de Matucana       | 5.000     | NewLife | Agrícola Chapi  |  |
| Atlético Torino        | Francisco Montero  | Talara   | Campeonísimo                | 8.000     | Real    | Grupo Raype     |  |
| Carlos A. Mannucci     | José Soto          | Trujillo | Mansiche                    | 25.000    | Convert | La Mamita       |  |
| Comerciantes Unidos    | Abelardo Chávez    | Cutervo  | Manuel Burga Puelles        | 13.000    | Real    |                 |  |
| Defensor San Alejandro | Jimmy Pinedo       | Irazola  | Aliardo Soria Pérez         | 25.000    | NewLife | Gambini         |  |
| Deportivo Coopsol      | Roberto Arrelucea  | Chancay  | Rómulo Shaw Cisneros        | 3.000     | Polmer  | Coopsol Minería |  |
| Deportivo Municipal    | Carlos Cortijo     | Lima     | Ivan Elías Moreno           | 12.000    | Convert | Sportek         |  |
| José Gálvez            | Benjamín Navarro   | Chimbote | Municipal de Casma          | 10.000    | Real    | Siderperú       |  |
| Pacífico FC            | Miguel Ángel Arrué | Lima     | Segundo Aranda Torres       | 10.000    | Loma's  |                 |  |
| Sport Boys             | Paul Cominges      | Callao   | Miguel Grau                 | 17.000    | Real    | New Athletic    |  |
| Sport Victoria         | Eusebio Salazar    | Ica      | José Picasso Peratta        | 8.000     | Real    | IVC             |  |
| Unión Huaral           | Willy Laya         | Huaral   | Julio Lores Colán           | 3.000     | Loma's  | Best Cable      |  |
| Walter Ormeño          | Gustavo Rivas      | Cañete   | Municipal San Pedro de Mala | 5.000     | NewLife | Grupo Alcalá    |  |
| Willy Serrato          | Jesús Oropesa      | Olmos    | Francisco Mendoza Pizarro   | 5.000     | NewLife | Willy Serrato   |  |

### Cambios de entrenadores
| Club                   | Entrenador/es saliente/s       | Entrenador entrante | Fecha |
| ---------------------- | ------------------------------ | ------------------- | ----- |
| Walter Ormeño          | Luizinho                       | Pedro Cruz          | 4.º   |
| Alfonso Ugarte         | Pablo Bossi                    | Edson López         | 5.º   |
| Walter Ormeño          | Pedro Cruz                     | Rufino Bernales     | 5.º   |
| Sport Boys             | David Zuluaga Rivelino Carassa | Paul Cominges       | 6.º   |
| Alfonso Ugarte         | Edson López                    | Marcelo Messina     | 7.º   |
| Atlético Torino        | Juan Carlos Bazalar            | Ágapo Gonzales      | 7.º   |
| José Gálvez            | Julio Alberto Zamora           | Alejandro Luces     | 8.º   |
| Alfonso Ugarte         | Marcelo Messina                | Germán Pinillos     | 9.º   |
| Deportivo Coopsol      | Eusebio Salazar                | Roberto Arrelucea   | 9.º   |
| José Gálvez            | Alejandro Luces                | Benjamín Navarro    | 9.º   |
| Sport Victoria         | Julio Falconí                  | Eusebio Salazar     | 9.º   |
| Unión Huaral           | Guillermo Esteves              | Marco Salinas       | 9.º   |
| Comerciantes Unidos    | Richard Garrido                | Orlando Maltese     | 10.º  |
| Alfonso Ugarte         | Germán Pinillos                | Martín Alemán       | 12.º  |
| Unión Huaral           | Marco Salinas                  | Edgardo Cuello      | 12.º  |
| Comerciantes Unidos    | Orlando Maltese                | Aldo Zapata         | 13.º  |
| Comerciantes Unidos    | Aldo Zapata                    | Lizandro Barbarán   | 14.º  |
| Unión Huaral           | Edgardo Cuello                 | Willy Laya          | 17.º  |
| Walter Ormeño          | Rufino Bernales                | Marcio do Santos    | 17.º  |
| Alfonso Ugarte         | Martín Alemán                  | Edson López         | 20.º  |
| Walter Ormeño          | Marcio do Santos               | Gustavo Rivas       | 20.º  |
| Atlético Torino        | Ágapo Gonzales                 | Francisco Montero   | 21.º  |
| Atlético Minero        | José Ignacio Verme             | Julio García        | 22.º  |
| Alianza Huánuco        | Niffin Bermúdez                | Aldo Cavero         | 23.º  |
| Comerciantes Unidos    | Lizandro Barbarán              | Abelardo Chávez     | 23.º  |
| Defensor San Alejandro | Javier Arce                    | Jimmy Pinedo        | 26.º  |

### Equipos porDepartamentos
| Departamentos | N.º | Club |
| ------------- | --- | --- |
| Lima          | 6   | - Atlético Minero - Deportivo Coopsol - Deportivo Municipal - Pacífico FC - Unión Huaral - Walter Ormeño |
| Áncash        | 1   | - José Gálvez                                                                                            |
| Cajamarca     | 1   | - Comerciantes Unidos                                                                                    |
| Callao        | 1   | - Sport Boys                                                                                             |
| Huánuco       | 1   | - Alianza Huánuco                                                                                        |
| Ica           | 1   | - Sport Victoria                                                                                         |
| La Libertad   | 1   | - Carlos A. Mannucci                                                                                     |
| Lambayeque    | 1   | - Willy Serrato                                                                                          |
| Piura         | 1   | - Atlético Torino                                                                                        |
| Puno          | 1   | - Alfonso Ugarte                                                                                         |
| Ucayali       | 1   | - Defensor San Alejandro                                                                                 |

| José Gálvez Alianza Huánuco Sport Victoria Willy Serrato Defensor San Alejandro Alfonso Ugarte Atlético Torino Walter Ormeño Municipal Pacífico Atlético Minero Unión Huaral Coopsol Boys Carlos A. Mannucci Comerciantes Unidos |

## Tabla de posiciones
|  | Pos. | Equipos                 |                       | PJ | PG | PE | PP | GF | GC | Dif. | Pts. |
|  | ---- | ----------------------- | --------------------- | -- | -- | -- | -- | -- | -- | ---- | ---- |
|  | 1.º  | Deportivo Municipal (C) | Se mantuvo            | 30 | 18 | 7  | 5  | 49 | 29 | +20  | 61   |
|  | 2.º  | Deportivo Coopsol       | Se mantuvo            | 30 | 17 | 7  | 6  | 53 | 26 | +27  | 58   |
|  | 3.º  | Carlos A. Mannucci      | Se mantuvo            | 30 | 17 | 5  | 8  | 46 | 32 | +14  | 55   |
|  | 4.º  | Alianza Huánuco         | Se mantuvo            | 30 | 15 | 8  | 7  | 51 | 30 | +21  | 53   |
|  | 5.º  | Willy Serrato           | Se mantuvo            | 30 | 12 | 10 | 8  | 44 | 37 | +7   | 46   |
|  | 6.º  | Unión Huaral            | Se mantuvo            | 30 | 11 | 7  | 12 | 38 | 37 | +1   | 40   |
|  | 7.º  | Defensor San Alejandro  | Ascendió de posición  | 30 | 10 | 9  | 11 | 37 | 37 | 0    | 39   |
|  | 8.º  | Atlético Minero         | Descendió de posición | 30 | 10 | 9  | 11 | 30 | 40 | -10  | 39   |
|  | 9.º  | Atlético Torino         | Descendió de posición | 30 | 9  | 10 | 11 | 37 | 34 | +3   | 37   |
|  | 10.º | Pacífico FC             | Ascendió de posición  | 30 | 9  | 8  | 13 | 33 | 44 | -11  | 35   |
|  | 11.º | Alfonso Ugarte **       | Descendió de posición | 30 | 11 | 6  | 12 | 36 | 51 | -15  | 35   |
|  | 12.º | Sport Boys **           | Ascendió de posición  | 30 | 8  | 13 | 9  | 42 | 47 | -5   | 33   |
|  | 13.º | Sport Victoria          | Ascendió de posición  | 30 | 7  | 10 | 13 | 31 | 39 | -8   | 31   |
|  | 14.º | Comerciantes Unidos     | Descendió de posición | 30 | 7  | 9  | 14 | 29 | 36 | -7   | 30   |
|  | 15.º | José Gálvez * (D)       | Se mantuvo            | 30 | 7  | 10 | 13 | 25 | 39 | -14  | 25   |
|  | 16.º | Walter Ormeño *** (D)   | Se mantuvo            | 30 | 4  | 9  | 17 | 21 | 46 | -25  | 19   |

* Le quitaron 6 puntos por deudas.

** Le quitaron 4 puntos por deudas.

*** Le quitaron 2 puntos por deudas.
|  | Campeón y asciende a Primera División 2015. |
|  | Descienden a la Copa Perú 2015.             |

| (C) Campeón    |
| (D) Descendido |

### Evolución de la clasificación
| Equipo / Jornada       | 1  | 2  | 3  | 4  | 5  | 6  | 7  | 8  | 9  | 10 | 11 | 12 | 13 | 14 | 15 | 16 | 17 | 18 | 19 | 20 | 21 | 22 | 23 | 24 | 25 | 26 | 27 | 28 | 29 | 30 |
| ---------------------- | -- | -- | -- | -- | -- | -- | -- | -- | -- | -- | -- | -- | -- | -- | -- | -- | -- | -- | -- | -- | -- | -- | -- | -- | -- | -- | -- | -- | -- | -- |
| Deportivo Municipal    | 9  | 10 | 4  | 9  | 4  | 4  | 4  | 4  | 2  | 3  | 3  | 2  | 3  | 4  | 3  | 3  | 2  | 2  | 2  | 2  | 2  | 1  | 1  | 1  | 1  | 1  | 1  | 1  | 1  | 1  |
| Deportivo Coopsol      | 1  | 5  | 7  | 3  | 7  | 6  | 5  | 5  | 5  | 5  | 5  | 5  | 5  | 5  | 5  | 5  | 5  | 4  | 5  | 3  | 3  | 3  | 4  | 4  | 3  | 2  | 2  | 2  | 2  | 2  |
| Carlos A. Mannucci     | 15 | 14 | 13 | 15 | 16 | 12 | 12 | 14 | 10 | 7  | 9  | 7  | 7  | 7  | 7  | 6  | 6  | 7  | 6  | 6  | 6  | 5  | 5  | 5  | 5  | 5  | 5  | 4  | 3  | 3  |
| Alianza Huánuco        | 4  | 4  | 2  | 2  | 2  | 2  | 1  | 3  | 1  | 1  | 1  | 1  | 1  | 1  | 1  | 1  | 1  | 1  | 1  | 1  | 1  | 2  | 2  | 2  | 2  | 3  | 3  | 3  | 4  | 4  |
| Willy Serrato          | 16 | 6  | 11 | 8  | 3  | 3  | 3  | 2  | 3  | 4  | 2  | 3  | 2  | 2  | 2  | 2  | 3  | 3  | 4  | 5  | 4  | 4  | 3  | 3  | 4  | 4  | 4  | 5  | 5  | 5  |
| Unión Huaral           | 2  | 1  | 3  | 5  | 8  | 9  | 8  | 9  | 11 | 12 | 11 | 12 | 11 | 12 | 10 | 13 | 14 | 14 | 11 | 10 | 9  | 9  | 7  | 7  | 7  | 7  | 6  | 6  | 6  | 6  |
| Defensor San Alejandro | 8  | 3  | 1  | 1  | 1  | 1  | 2  | 1  | 4  | 2  | 4  | 4  | 4  | 3  | 4  | 4  | 4  | 5  | 3  | 4  | 5  | 6  | 6  | 6  | 6  | 6  | 7  | 7  | 9  | 7  |
| Atlético Minero        | 7  | 13 | 12 | 16 | 11 | 7  | 6  | 6  | 6  | 6  | 6  | 6  | 6  | 6  | 6  | 7  | 8  | 11 | 10 | 11 | 10 | 11 | 10 | 10 | 11 | 9  | 11 | 9  | 7  | 8  |
| Atlético Torino        | 14 | 16 | 16 | 11 | 13 | 14 | 15 | 15 | 15 | 15 | 13 | 14 | 14 | 12 | 8  | 9  | 7  | 6  | 7  | 7  | 7  | 7  | 8  | 8  | 9  | 11 | 8  | 10 | 8  | 9  |
| Pacífico FC            | 5  | 10 | 15 | 10 | 12 | 13 | 13 | 10 | 12 | 13 | 14 | 11 | 12 | 9  | 11 | 11 | 12 | 10 | 8  | 8  | 8  | 8  | 9  | 9  | 8  | 10 | 9  | 8  | 11 | 10 |
| Alfonso Ugarte         | 13 | 7  | 10 | 7  | 9  | 10 | 11 | 12 | 14 | 11 | 12 | 13 | 13 | 15 | 14 | 14 | 10 | 13 | 12 | 13 | 13 | 14 | 14 | 13 | 10 | 8  | 10 | 11 | 10 | 11 |
| Sport Boys             | 6  | 9  | 9  | 12 | 5  | 8  | 10 | 7  | 7  | 8  | 10 | 10 | 10 | 10 | 9  | 10 | 11 | 9  | 14 | 12 | 11 | 10 | 11 | 12 | 13 | 13 | 13 | 12 | 13 | 12 |
| Sport Victoria         | 11 | 15 | 14 | 14 | 14 | 15 | 16 | 16 | 16 | 16 | 16 | 16 | 15 | 14 | 15 | 15 | 15 | 15 | 15 | 15 | 15 | 15 | 15 | 15 | 14 | 12 | 12 | 13 | 14 | 13 |
| Comerciantes Unidos    | 12 | 2  | 5  | 4  | 6  | 5  | 7  | 8  | 9  | 10 | 8  | 9  | 9  | 11 | 12 | 8  | 9  | 8  | 9  | 9  | 12 | 13 | 13 | 11 | 12 | 14 | 14 | 14 | 12 | 14 |
| José Gálvez            | 10 | 12 | 6  | 6  | 10 | 11 | 9  | 13 | 8  | 9  | 7  | 8  | 8  | 13 | 13 | 12 | 13 | 12 | 13 | 14 | 14 | 12 | 12 | 14 | 15 | 15 | 15 | 15 | 15 | 15 |
| Walter Ormeño          | 3  | 8  | 8  | 13 | 15 | 16 | 14 | 11 | 13 | 14 | 15 | 15 | 16 | 16 | 16 | 16 | 16 | 16 | 16 | 16 | 16 | 16 | 16 | 16 | 16 | 16 | 16 | 16 | 16 | 16 |

## Resultados

### Primera Rueda
| Alianza Huánuco        | 1-0 | Atlético Torino     | Heraclio Tapia              | 26 de abril | 13:30 | - |
| Sport Boys             | 2-2 | Pacífico FC         | Miguel Grau                 | 26 de abril | 16:00 |   |
| Defensor San Alejandro | 1-1 | Comerciantes Unidos | Aliardo Soria Pérez         | 27 de abril | 15:00 | - |
| Atlético Minero        | 1-1 | José Gálvez         | Municipal de Matucana       | 27 de abril | 15:30 | - |
| Unión Huaral           | 3-1 | Willy Serrato       | Rómulo Shaw Cisneros        | 27 de abril | 15:30 | - |
| Sport Victoria         | 1-1 | Deportivo Municipal | Picasso Peratta             | 27 de abril | 15:30 | - |
| Walter Ormeño          | 2-1 | Alfonso Ugarte      | Municipal San Pedro de Mala | 27 de abril | 15:30 | - |
| Carlos A. Mannucci     | 1-3 | Deportivo Coopsol   | Mansiche                    | 27 de abril | 15:45 | - |

| Willy Serrato       | 2-0    | Sport Victoria         | Francisco Mendoza Pizarro | 3 de mayo | 15:00 | - |
| Deportivo Coopsol   | 0-1    | Defensor San Alejandro | Rómulo Shaw Cisneros      | 3 de mayo | 15:30 | - |
| Atlético Torino     | 1-2    | Unión Huaral           | Campeonísimo              | 4 de mayo | 13:00 | - |
| Alfonso Ugarte      | 1-0    | Atlético Minero        | Enrique Torres Belón      | 4 de mayo | 15:00 | - |
| Deportivo Municipal | 1-1    | Sport Boys             | Iván Elías Moreno         | 4 de mayo | 15:00 | - |
| José Gálvez         | 0-0    | Alianza Huánuco        | Manuel Rivera Sánchez     | 4 de mayo | 15:30 | - |
| Pacífico FC         | 3-0(*) | Carlos A. Mannucci     | Segundo Aranda Torres     | 4 de mayo | 15:30 | - |
| Comerciantes Unidos | 4-1    | Walter Ormeño          | Manuel Burga Puelles      | 4 de mayo | 15:45 | - |

| Alianza Huánuco        | 3-0(**) | Alfonso Ugarte      | Heraclio Tapia              | 10 de mayo | 13:30 | - |
| Atlético Minero        | 0-0     | Comerciantes Unidos | Municipal de Matucana       | 10 de mayo | 15:00 | - |
| Deportivo Municipal    | 5-1     | Willy Serrato       | Iván Elías Moreno           | 10 de mayo | 15:30 | - |
| Defensor San Alejandro | 3-0     | Pacífico FC         | Aliardo Soria Pérez         | 10 de mayo | 16:00 | - |
| Walter Ormeño          | 1-1     | Deportivo Coopsol   | Municipal San Pedro de Mala | 11 de mayo | 15:30 | - |
| Sport Victoria         | 0-0     | Atlético Torino     | Picasso Peratta             | 11 de mayo | 15:30 | - |
| Carlos A. Mannucci     | 1-1     | Sport Boys          | Mansiche                    | 11 de mayo | 16:00 | - |
| Unión Huaral           | 0-1     | José Gálvez         | Rómulo Shaw Cisneros        | 11 de mayo | 16:00 | - |

| Willy Serrato       | 2-1 | Carlos A. Mannucci     | Francisco Mendoza Pizarro | 18 de mayo | 13:00 | - |
| Sport Boys          | 0-0 | Defensor San Alejandro | Miguel Grau               | 18 de mayo | 13:00 | - |
| Atlético Torino     | 3-0 | Deportivo Municipal    | Campeonísimo              | 18 de mayo | 13:00 | - |
| Alfonso Ugarte      | 2-1 | Unión Huaral           | Enrique Torres Belón      | 18 de mayo | 15:00 | - |
| Comerciantes Unidos | 0-0 | Alianza Huánuco        | Manuel Burga Puelles      | 18 de mayo | 15:15 | - |
| Pacífico FC         | 2-1 | Walter Ormeño          | Segundo Aranda Torres     | 18 de mayo | 15:30 | - |
| Deportivo Coopsol   | 3-1 | Atlético Minero        | Rómulo Shaw Cisneros      | 18 de mayo | 15:30 | - |
| José Gálvez         | 1-1 | Sport Victoria         | Manuel Rivera Sánchez     | 18 de mayo | 15:30 | - |

| Willy Serrato          | 1-0 | Atlético Torino     | Francisco Mendoza Pizarro | 24 de mayo | 15:00 | - |
| Walter Ormeño          | 0-3 | Sport Boys          | Municipal de Quilmaná     | 24 de mayo | 15:30 | - |
| Alianza Huánuco        | 2-0 | Deportivo Coopsol   | Heraclio Tapia            | 25 de mayo | 13:30 | - |
| Atlético Minero        | 1-0 | Pacífico FC         | Municipal de Matucana     | 25 de mayo | 15:00 | - |
| Deportivo Municipal    | 2-1 | José Gálvez         | Iván Elías Moreno         | 25 de mayo | 15:30 | - |
| Defensor San Alejandro | 1-0 | Carlos A. Mannucci  | Aliardo Soria Pérez       | 25 de mayo | 15:30 | - |
| Sport Victoria         | 0-0 | Alfonso Ugarte      | Picasso Peratta           | 25 de mayo | 15:30 | - |
| Unión Huaral           | 1-1 | Comerciantes Unidos | Julio Lores Colán         | 25 de mayo | 15:30 | - |

| Sport Boys             | 1-2 | Atlético Minero     | Miguel Grau           | 31 de mayo | 15:00 |   |
| Alfonso Ugarte         | 0-1 | Deportivo Municipal | Enrique Torres Belón  | 1 de junio | 15:00 | - |
| Comerciantes Unidos    | 1-0 | Sport Victoria      | Manuel Burga Puelles  | 1 de junio | 15:15 | - |
| José Gálvez            | 0-1 | Willy Serrato       | Manuel Rivera Sánchez | 1 de junio | 15:30 | - |
| Carlos A. Mannucci     | 1-0 | Walter Ormeño       | Mansiche              | 1 de junio | 15:30 | - |
| Deportivo Coopsol      | 2-1 | Unión Huaral        | Rómulo Shaw Cisneros  | 1 de junio | 15:30 | - |
| Pacífico FC            | 0-1 | Alianza Huánuco     | Segundo Aranda Torres | 1 de junio | 15:30 | - |
| Defensor San Alejandro | 2-1 | Atlético Torino     | Aliardo Soria Pérez   | 1 de junio | 15:30 | - |

| Willy Serrato       | 4-0 | Alfonso Ugarte         | Francisco Mendoza Pizarro   | 7 de junio | 15:00 | - |
| Deportivo Municipal | 1-0 | Comerciantes Unidos    | Iván Elías Moreno           | 7 de junio | 15:00 |   |
| Atlético Torino     | 2-3 | José Gálvez            | Campeonísimo                | 8 de junio | 13:00 | - |
| Alianza Huánuco     | 3-2 | Sport Boys             | Heraclio Tapia              | 8 de junio | 13:30 | - |
| Atlético Minero     | 2-0 | Carlos A. Mannucci     | Municipal de Matucana       | 8 de junio | 15:00 | - |
| Sport Victoria      | 0-2 | Deportivo Coopsol      | Picasso Peratta             | 8 de junio | 15:30 | - |
| Unión Huaral        | 2-0 | Pacífico FC            | Julio Lores Colán           | 8 de junio | 15:30 | - |
| Walter Ormeño       | 1-1 | Defensor San Alejandro | Municipal San Pedro de Mala | 9 de junio | 15:30 | - |

| Sport Boys             | 4-2 | Unión Huaral        | Miguel Grau           | 14 de junio | 15:00 |   |
| Alfonso Ugarte         | 1-1 | Atlético Torino     | Enrique Torres Belón  | 15 de junio | 15:30 | - |
| Deportivo Coopsol      | 0-2 | Deportivo Municipal | Rómulo Shaw Cisneros  | 15 de junio | 15:30 | - |
| Walter Ormeño          | 1-0 | José Gálvez         | Municipal de Quilmaná | 15 de junio | 15:30 | - |
| Carlos A. Mannucci     | 2-1 | Alianza Huánuco     | Mansiche              | 15 de junio | 15:30 | - |
| Pacífico FC            | 3-1 | Sport Victoria      | Segundo Aranda Torres | 15 de junio | 15:30 | - |
| Defensor San Alejandro | 2-0 | Atlético Minero     | Aliardo Soria Pérez   | 15 de junio | 15:30 | - |
| Comerciantes Unidos    | 0-2 | Willy Serrato       | Manuel Burga Puelles  | 15 de junio | 15:45 | - |

| Deportivo Municipal | 2-1 | Pacífico FC            | Iván Elías Moreno         | 21 de junio | 15:00 |   |
| Willy Serrato       | 2-2 | Deportivo Coopsol      | Francisco Mendoza Pizarro | 21 de junio | 15:00 | - |
| José Gálvez         | 2-1 | Alfonso Ugarte         | Manuel Rivera Sánchez     | 21 de junio | 15:30 | - |
| Atlético Torino     | 0-0 | Comerciantes Unidos    | Campeonísimo              | 22 de junio | 13:00 | - |
| Alianza Huánuco     | 5-1 | Defensor San Alejandro | Heraclio Tapia            | 22 de junio | 13:30 | - |
| Atlético Minero     | 1-0 | Walter Ormeño          | Municipal de Matucana     | 22 de junio | 15:00 | - |
| Unión Huaral        | 0-1 | Carlos A. Mannucci     | Julio Lores Colán         | 22 de junio | 15:30 | - |
| Sport Victoria      | 0-1 | Sport Boys             | Picasso Peratta           | 22 de junio | 15:45 | - |

| Sport Boys             | 0-2 | Alfonso Ugarte      | Miguel Grau           | 28 de junio | 15:00 |   |
| Deportivo Coopsol      | 2-0 | Atlético Torino     | Rómulo Shaw Cisneros  | 28 de junio | 15:30 | - |
| Pacífico FC            | 1-1 | Willy Serrato       | Segundo Aranda Torres | 29 de junio | 15:00 | - |
| Atlético Minero        | 2-1 | Deportivo Municipal | Municipal de Matucana | 29 de junio | 15:00 | - |
| Walter Ormeño          | 1-3 | Alianza Huánuco     | Óscar Ramos Cabieses  | 29 de junio | 15:30 | - |
| Defensor San Alejandro | 2-1 | Unión Huaral        | Aliardo Soria Pérez   | 29 de junio | 15:30 | - |
| Carlos A. Mannucci     | 2-1 | Sport Victoria      | Mansiche              | 29 de junio | 15:30 | - |
| Comerciantes Unidos    | 1-1 | José Gálvez         | Manuel Burga Puelles  | 29 de junio | 15:45 | - |

| Willy Serrato       | 4-0 | Sport Boys             | Francisco Mendoza Pizarro | 5 de julio | 15:00 | - |
| Deportivo Municipal | 2-0 | Carlos A. Mannucci     | Iván Elías Moreno         | 5 de julio | 15:00 |   |
| Atlético Torino     | 2-1 | Pacífico FC            | Campeonísimo              | 6 de julio | 13:00 | - |
| Alianza Huánuco     | 4-1 | Atlético Minero        | Heraclio Tapia            | 6 de julio | 13:30 | - |
| Alfonso Ugarte      | 1-3 | Comerciantes Unidos    | Enrique Torres Belón      | 6 de julio | 15:00 | - |
| Unión Huaral        | 1-1 | Walter Ormeño          | Julio Lores Colán         | 6 de julio | 15:30 | - |
| José Gálvez         | 1-0 | Deportivo Coopsol      | Manuel Rivera Sánchez     | 6 de julio | 15:30 | - |
| Sport Victoria      | 1-0 | Defensor San Alejandro | Picasso Peratta           | 6 de julio | 15:45 | - |

| Pacífico FC            | 1-0 | José Gálvez         | Segundo Aranda Torres | 11 de julio | 15:30 | - |
| Alianza Huánuco        | 3-1 | Sport Victoria      | Heraclio Tapia        | 12 de julio | 11:30 | - |
| Walter Ormeño          | 0-1 | Deportivo Municipal | Óscar Ramos Cabieses  | 12 de julio | 15:30 | - |
| Deportivo Coopsol      | 5-0 | Alfonso Ugarte      | Rómulo Shaw Cisneros  | 12 de julio | 15:30 | - |
| Sport Boys             | 0-0 | Atlético Torino     | Miguel Grau           | 12 de julio | 19:00 |   |
| Defensor San Alejandro | 1-1 | Willy Serrato       | Aliardo Soria Pérez   | 12 de julio | 20:00 | - |
| Carlos A. Mannucci     | 2-0 | Comerciantes Unidos | Mansiche              | 13 de julio | 11:00 | - |
| Atlético Minero        | 2-1 | Unión Huaral        | Municipal de Matucana | 13 de julio | 11:00 | - |

| Willy Serrato       | 3-1 | Walter Ormeño          | Francisco Mendoza Pizarro | 18 de julio | 15:00 | - |
| Deportivo Municipal | 1-2 | Defensor San Alejandro | Iván Elías Moreno         | 19 de julio | 15:00 |   |
| Atlético Torino     | 0-0 | Carlos A. Mannucci     | Campeonísimo              | 20 de julio | 13:00 | - |
| Alfonso Ugarte      | 1-0 | Pacífico FC            | Enrique Torres Belón      | 20 de julio | 15:00 | - |
| José Gálvez         | 2-2 | Sport Boys             | Manuel Rivera Sánchez     | 20 de julio | 15:30 | - |
| Unión Huaral        | 2-1 | Alianza Huánuco        | Julio Lores Colán         | 20 de julio | 15:30 | - |
| Comerciantes Unidos | 1-2 | Deportivo Coopsol      | Manuel Burga Puelles      | 20 de julio | 15:45 | - |
| Sport Victoria      | 1-0 | Atlético Minero        | Picasso Peratta           | 20 de julio | 15:45 | - |

| Alianza Huánuco        | 3-1 | Deportivo Municipal | Heraclio Tapia        | 2 de agosto | 13:30 | - |
| Sport Boys             | 2-1 | Deportivo Coopsol   | Miguel Grau           | 2 de agosto | 15:00 |   |
| Atlético Minero        | 0-0 | Willy Serrato       | Municipal de Matucana | 3 de agosto | 15:00 | - |
| Pacífico FC            | 2-1 | Comerciantes Unidos | Segundo Aranda Torres | 3 de agosto | 15:30 | - |
| Walter Ormeño          | 1-3 | Atlético Torino     | Óscar Ramos Cabieses  | 3 de agosto | 15:30 | - |
| Unión Huaral           | 2-1 | Sport Victoria      | Julio Lores Colán     | 3 de agosto | 15:30 | - |
| Defensor San Alejandro | 3-1 | Alfonso Ugarte      | Aliardo Soria Pérez   | 3 de agosto | 15:30 | - |
| Carlos A. Mannucci     | 1-0 | José Gálvez         | Mansiche              | 3 de agosto | 15:30 | - |

| Willy Serrato       | 0-0 | Alianza Huánuco        | Francisco Mendoza Pizarro | 9 de agosto  | 15:00 | - |
| Deportivo Coopsol   | 2-0 | Pacífico FC            | Rómulo Shaw Cisneros      | 9 de agosto  | 15:30 | - |
| Deportivo Municipal | 3-2 | Unión Huaral           | Iván Elías Moreno         | 10 de agosto | 13:00 |   |
| Atlético Torino     | 1-0 | Atlético Minero        | Campeonísimo              | 10 de agosto | 13:00 | - |
| Alfonso Ugarte      | 1-0 | Carlos A. Mannucci     | Enrique Torres Belón      | 10 de agosto | 15:00 | - |
| José Gálvez         | 0-0 | Defensor San Alejandro | Manuel Rivera Sánchez     | 10 de agosto | 15:30 | - |
| Sport Victoria      | 0-0 | Walter Ormeño          | Picasso Peratta           | 10 de agosto | 15:45 | - |
| Comerciantes Unidos | 0-0 | Sport Boys             | Manuel Burga Puelles      | 10 de agosto | 15:45 | - |

### Segunda Rueda
| Deportivo Municipal | 3-1 | Sport Victoria                     | Iván Elías Moreno     | 16 de agosto | 15:00 |   |
| Willy Serrato       | 2-1 | Unión HuaralIcono Unión Huaral.png | Elías Aguirre         | 16 de agosto | 15:00 | - |
| Deportivo Coopsol   | 0-0 | Carlos A. Mannucci                 | Rómulo Shaw Cisneros  | 16 de agosto | 15:30 | - |
| Comerciantes Unidos | 2-1 | Defensor San Alejandro             | Manuel Burga Puelles  | 17 de agosto | 11:45 | - |
| Atlético Torino     | 1-1 | Alianza Huánuco                    | Campeonísimo          | 17 de agosto | 13:00 | - |
| Alfonso Ugarte      | 1-0 | Walter Ormeño                      | Enrique Torres Belón  | 17 de agosto | 15:00 | - |
| Pacífico FC         | 1-1 | Sport Boys                         | Segundo Aranda Torres | 17 de agosto | 15:30 | - |
| José Gálvez         | 3-0 | Atlético Minero                    | Manuel Rivera Sánchez | 17 de agosto | 15:30 | - |

| Carlos A. Mannucci     | 3-1 | Pacífico FC         | Municipal Casa Grande | 24 de agosto | 13:00 | - |
| Unión Huaral           | 0-2 | Atlético Torino     | Julio Lores Colán     | 24 de agosto | 13:00 |   |
| Alianza Huánuco        | 4-0 | José Gálvez         | Heraclio Tapia        | 24 de agosto | 13:30 | - |
| Atlético Minero        | 1-2 | Alfonso Ugarte      | Municipal de Matucana | 24 de agosto | 15:00 | - |
| Sport Victoria         | 5-1 | Willy Serrato       | Picasso Peratta       | 24 de agosto | 15:15 | - |
| Defensor San Alejandro | 2-2 | Deportivo Coopsol   | Aliardo Soria Pérez   | 24 de agosto | 15:30 | - |
| Walter Ormeño          | 0-0 | Comerciantes Unidos | Óscar Ramos Cabieses  | 24 de agosto | 15:30 | - |
| Sport Boys             | 2-2 | Deportivo Municipal | Miguel Grau           | 2 de octubre | 20:00 |   |

| Comerciantes Unidos | 3-0 | Atlético Minero        | Manuel Burga Puelles      | 29 de agosto | 11:30 | - |
| Sport Boys          | 4-3 | Carlos A. Mannucci     | Miguel Grau               | 29 de agosto | 20:00 | - |
| Atlético Torino     | 3-1 | Sport Victoria         | Campeonísimo              | 31 de agosto | 13:00 | - |
| Pacífico FC         | 2-1 | Defensor San Alejandro | Segundo Aranda Torres     | 31 de agosto | 13:00 |   |
| Willy Serrato       | 1-1 | Deportivo Municipal    | Francisco Mendoza Pizarro | 31 de agosto | 13:00 | - |
| Alfonso Ugarte      | 1-1 | Alianza Huánuco        | Enrique Torres Belón      | 31 de agosto | 15:00 | - |
| Deportivo Coopsol   | 2-1 | Walter Ormeño          | Rómulo Shaw Cisneros      | 31 de agosto | 15:30 | - |
| José Gálvez         | 1-0 | Unión Huaral           | Municipal Valeriano López | 31 de agosto | 15:30 | - |

| Deportivo Municipal    | 2-1 | Atlético Torino     | Iván Elías Moreno     | 7 de septiembre | 13:00 |   |
| Alianza Huánuco        | 1-0 | Comerciantes Unidos | Heraclio Tapia        | 7 de septiembre | 13:45 | - |
| Atlético Minero        | 2-2 | Deportivo Coopsol   | Municipal de Matucana | 7 de septiembre | 15:30 | - |
| Unión Huaral           | 4-2 | Alfonso Ugarte      | Julio Lores Colán     | 7 de septiembre | 15:30 | - |
| Walter Ormeño          | 1-2 | Pacífico FC         | Óscar Ramos Cabieses  | 7 de septiembre | 15:30 | - |
| Defensor San Alejandro | 4-1 | Sport Boys          | Aliardo Soria Pérez   | 7 de septiembre | 15:30 | - |
| Carlos A. Mannucci     | 2-0 | Willy Serrato       | Mansiche              | 7 de septiembre | 15:30 | - |
| Sport Victoria         | 1-1 | José Gálvez         | Picasso Peratta       | 7 de septiembre | 15:45 | - |

| Comerciantes Unidos | 0-1 | Unión Huaral           | Manuel Burga Puelles      | 13 de septiembre | 11:45 | - |
| Deportivo Coopsol   | 3-0 | Alianza Huánuco        | Rómulo Shaw Cisneros      | 14 de septiembre | 12:00 |   |
| Atlético Torino     | 1-0 | Willy Serrato          | Campeonísimo              | 14 de septiembre | 13:00 | - |
| Alfonso Ugarte      | 0-0 | Sport Victoria         | Enrique Torres Belón      | 14 de septiembre | 15:00 | - |
| Sport Boys          | 3-1 | Walter Ormeño          | Miguel Grau               | 14 de septiembre | 15:00 | - |
| José Gálvez         | 1-1 | Deportivo Municipal    | Municipal Valeriano López | 14 de septiembre | 15:30 | - |
| Carlos A. Mannucci  | 1-0 | Defensor San Alejandro | Mansiche                  | 14 de septiembre | 15:30 | - |
| Pacífico FC         | 0-0 | Atlético Minero        | Segundo Aranda Torres     | 14 de septiembre | 15:30 | - |

| Willy Serrato       | 2-1 | José Gálvez            | Francisco Mendoza Pizarro | 20 de septiembre | 15:00 | - |
| Atlético Torino     | 0-0 | Defensor San Alejandro | Campeonísimo              | 21 de septiembre | 13:00 | - |
| Deportivo Municipal | 3-0 | Alfonso Ugarte         | Iván Elías Moreno         | 21 de septiembre | 13:00 |   |
| Alianza Huánuco     | 1-2 | Pacífico FC            | Heraclio Tapia            | 21 de septiembre | 13:30 | - |
| Atlético Minero     | 1-1 | Sport Boys             | Municipal de Matucana     | 21 de septiembre | 15:00 | - |
| Unión Huaral        | 1-1 | Deportivo Coopsol      | Julio Lores Colán         | 21 de septiembre | 15:30 | - |
| Walter Ormeño       | 1-3 | Carlos A. Mannucci     | Óscar Ramos Cabieses      | 21 de septiembre | 15:30 | - |
| Sport Victoria      | 4-0 | Comerciantes Unidos    | Picasso Peratta           | 21 de septiembre | 15:45 | - |

| Comerciantes Unidos    | 0-1 | Deportivo Municipal | Manuel Burga Puelles      | 26 de septiembre | 11:45 | - |
| Sport Boys             | 1-1 | Alianza Huánuco     | Miguel Grau               | 27 de septiembre | 15:00 |   |
| Alfonso Ugarte         | 2-2 | Willy Serrato       | Enrique Torres Belón      | 28 de septiembre | 15:00 | - |
| Deportivo Coopsol      | 3-0 | Sport Victoria      | Rómulo Shaw Cisneros      | 28 de septiembre | 15:30 | - |
| José Gálvez            | 1-0 | Atlético Torino     | Municipal Valeriano López | 28 de septiembre | 15:30 | - |
| Defensor San Alejandro | 1-1 | Walter Ormeño       | Aliardo Soria Pérez       | 28 de septiembre | 15:30 | - |
| Pacífico FC            | 0-1 | Unión Huaral        | Segundo Aranda Torres     | 28 de septiembre | 15:30 | - |
| Carlos A. Mannucci     | 4-0 | Atlético Minero     | Mansiche                  | 28 de septiembre | 18:30 | - |

| Alianza Huánuco     | 1-2 | Carlos A. Mannucci     | Heraclio Tapia            | 11 de octubre | 13:30 | - |
| Willy Serrato       | 1-0 | Comerciantes Unidos    | Elías Aguirre             | 11 de octubre | 15:00 | - |
| Deportivo Municipal | 3-2 | Deportivo Coopsol      | Iván Elías Moreno         | 11 de octubre | 15:00 |   |
| Atlético Torino     | 2-2 | Alfonso Ugarte         | Campeonísimo              | 12 de octubre | 13:00 | - |
| Atlético Minero     | 1-0 | Defensor San Alejandro | Municipal de Matucana     | 12 de octubre | 15:00 | - |
| José Gálvez         | 0-2 | Walter Ormeño          | Municipal Valeriano López | 12 de octubre | 15:30 | - |
| Unión Huaral        | 2-0 | Sport Boys             | Julio Lores Colán         | 12 de octubre | 15:30 | - |
| Sport Victoria      | 3-0 | Pacífico FC            | Picasso Peratta           | 12 de octubre | 15:45 | - |

| Deportivo Coopsol      | 1-1 | Willy Serrato       | Rómulo Shaw Cisneros  | 17 de octubre | 15:30 | - |
| Comerciantes Unidos    | 3-0 | Atlético Torino     | Manuel Burga Puelles  | 18 de octubre | 11:45 | - |
| Pacífico FC            | 1-1 | Deportivo Municipal | Segundo Aranda Torres | 18 de octubre | 15:00 |   |
| Alfonso Ugarte         | 2-0 | José Gálvez         | Enrique Torres Belón  | 19 de octubre | 11:00 | - |
| Carlos A. Mannucci     | 2-2 | Unión Huaral        | Mansiche              | 19 de octubre | 15:30 | - |
| Defensor San Alejandro | 2-2 | Alianza Huánuco     | Aliardo Soria Pérez   | 19 de octubre | 15:30 | - |
| Walter Ormeño          | 1-1 | Atlético Minero     | Óscar Ramos Cabieses  | 19 de octubre | 15:30 | - |
| Sport Boys             | 2-2 | Sport Victoria      | Miguel Grau           | 19 de octubre | 16:00 | - |

| Deportivo Municipal | 0-0 | Atlético Minero        | Iván Elías Moreno     | 25 de octubre | 15:00 |   |
| Willy Serrato       | 1-1 | Pacífico FC            | Elías Aguirre         | 25 de octubre | 15:30 | - |
| Alfonso Ugarte      | 3-1 | Sport Boys             | Guillermo Briceño     | 26 de octubre | 13:00 | - |
| Atlético Torino     | 1-2 | Deportivo Coopsol      | Campeonísimo          | 26 de octubre | 13:00 | - |
| Alianza Huánuco     | 3-0 | Walter Ormeño          | Heraclio Tapia        | 26 de octubre | 13:30 | - |
| Unión Huaral        | 2-0 | Defensor San Alejandro | Julio Lores Colán     | 26 de octubre | 15:30 | - |
| José Gálvez         | 2-2 | Comerciantes Unidos    | Manuel Rivera Sánchez | 26 de octubre | 15:30 | - |
| Sport Victoria      | 2-1 | Carlos A. Mannucci     | Picasso Peratta       | 26 de octubre | 15:45 | - |

| Comerciantes Unidos    | 0-4 | Alfonso Ugarte      | Manuel Burga Puelles  | 1 de noviembre | 11:45 | - |
| Atlético Minero        | 3-2 | Alianza Huánuco     | Municipal de Matucana | 1 de noviembre | 15:00 | - |
| Walter Ormeño          | 0-0 | Unión Huaral        | Oscar Ramos Cabieses  | 1 de noviembre | 15:30 | - |
| Deportivo Coopsol      | 4-0 | José Gálvez         | Rómulo Shaw Cisneros  | 1 de noviembre | 15:30 | - |
| Sport Boys             | 2-2 | Willy Serrato       | Miguel Grau           | 2 de noviembre | 11:00 | - |
| Carlos A. Mannucci     | 2-1 | Deportivo Municipal | Mansiche              | 2 de noviembre | 15:30 | - |
| Pacífico FC            | 2-2 | Atlético Torino     | Segundo Aranda Torres | 2 de noviembre | 15:30 | - |
| Defensor San Alejandro | 1-2 | Sport Victoria      | Aliardo Soria Pérez   | 2 de noviembre | 19:30 | - |

| Willy Serrato       | W.O. (3-0) | Defensor San Alejandro | Elías Aguirre         | 7 de noviembre | 15:30 | - |
| Deportivo Municipal | 1-0        | Walter Ormeño          | Iván Elías Moreno     | 8 de noviembre | 15:00 |   |
| Comerciantes Unidos | 1-2        | Carlos A. Mannucci     | Manuel Burga Puelles  | 9 de noviembre | 11:45 | - |
| Alfonso Ugarte      | 0-1        | Deportivo Coopsol      | Guillermo Briceño     | 9 de noviembre | 13:00 | - |
| Atlético Torino     | 2-0        | Sport Boys             | Campeonísimo          | 9 de noviembre | 13:00 | - |
| José Gálvez         | 1-1        | Pacífico FC            | Manuel Rivera Sánchez | 9 de noviembre | 15:30 | - |
| Unión Huaral        | 1-0        | Atlético Minero        | Julio Lores Colán     | 9 de noviembre | 15:30 | - |
| Sport Victoria      | 0-1        | Alianza Huánuco        | Picasso Peratta       | 9 de noviembre | 15:45 | - |

| Pacífico FC            | 3-2 | Alfonso Ugarte      | Segundo Aranda Torres       | 14 de noviembre | 11:00 | - |
| Walter Ormeño          | 2-1 | Willy Serrato       | Municipal San Pedro de Mala | 14 de noviembre | 15:30 | - |
| Atlético Minero        | 3-1 | Sport Victoria      | Municipal de Matucana       | 15 de noviembre | 11:00 | - |
| Alianza Huánuco        | 1-1 | Unión Huaral        | Heraclio Tapia              | 15 de noviembre | 13:30 | - |
| Deportivo Coopsol      | 2-0 | Comerciantes Unidos | Rómulo Shaw Cisneros        | 15 de noviembre | 15:00 |   |
| Sport Boys             | 3-1 | José Gálvez         | Miguel Grau                 | 15 de noviembre | 16:00 | - |
| Defensor San Alejandro | 1-2 | Deportivo Municipal | Aliardo Soria Pérez         | 16 de noviembre | 15:30 | - |
| Carlos A. Mannucci     | 3-2 | Atlético Torino     | Mansiche                    | 16 de noviembre | 15:30 | - |

| Willy Serrato       | 1-2        | Atlético Minero        | Elías Aguirre            | 21 de noviembre | 15:30 | - |
| Deportivo Municipal | 2-0        | Alianza Huánuco        | Ivan Elías Moreno        | 23 de noviembre | 13:00 |   |
| Deportivo Coopsol   | 2-0        | Sport Boys             | Rómulo Shaw Cisneros     | 23 de noviembre | 13:00 | - |
| Comerciantes Unidos | 5-1        | Pacífico FC            | Municipal de la Juventud | 23 de noviembre | 13:00 | - |
| Atlético Torino     | W.O. (3-0) | Walter Ormeño          | Campeonísimo             | 23 de noviembre | 13:00 | - |
| Sport Victoria      | 1-1        | Unión Huaral           | José Picasso Peratta     | 23 de noviembre | 13:00 | - |
| José Gálvez         | 0-1        | Carlos A. Mannucci     | Manuel Rivera Sánchez    | 23 de noviembre | 13:00 | - |
| Alfonso Ugarte      | 3-2        | Defensor San Alejandro | Enrique Torres Belón     | 23 de noviembre | 15:00 | - |

| Atlético Minero        | 3-3 | Atlético Torino         | Municipal de Matucana | 28 de noviembre | 14:00 | - |
| Sport Boys             | 2-0 | Comerciantes Unidos     | Miguel Grau           | 29 de noviembre | 16:00 | - |
| Alianza Huánuco        | 2-1 | Willy Serrato           | Heraclio Tapia        | 30 de noviembre | 13:30 | - |
| Pacífico FC            | 0-1 | Deportivo Coopsol       | Segundo Aranda Torres | 30 de noviembre | 15:00 | - |
| Unión Huaral           | 0-2 | Deportivo Municipal (C) | Julio Lores Colán     | 30 de noviembre | 15:00 |   |
| Defensor San Alejandro | 2-0 | José Gálvez             | Aliardo Soria Pérez   | 30 de noviembre | 15:00 | - |
| Carlos A. Mannucci     | 5-0 | Alfonso Ugarte          | Mansiche              | 30 de noviembre | 15:30 | - |
| Walter Ormeño          | 0-0 | Sport Victoria          | Óscar Ramos Cabieses  | 30 de noviembre | 15:30 | - |

|                             |
| Campeón Deportivo Municipal |
| 3.º título                  |

## Goleadores
Simbología:

: Goles anotados.
| Jugador            | Equipo              | Goles anotados |
| ------------------ | ------------------- | -------------- |
| Carlos Pérez       | Deportivo Coopsol   | 22             |
| Jesús Reyes        | Alianza Huánuco     | 15             |
| Juan Cominges      | Sport Boys          | 12             |
| Masakatsu Sawa     | Deportivo Municipal | 12             |
| Christian La Torre | Alfonso Ugarte      | 12             |
| Fernando García    | Willy Serrato       | 11             |
| Renzo Benavides    | Deportivo Coopsol   | 11             |
| José Córdova       | Unión Huaral        | 11             |
| Alonso Fernández   | Willy Serrato       | 10             |
| Christian Carranza | Carlos A. Mannucci  | 9              |
| Rodrigo Saraz      | Deportivo Coopsol   | 9              |
| Jorginho Sernaqué  | Atlético Torino     | 9              |

## Asistencia

### Partidos con mayor asistencia
| Fecha | Estadio           | Ciudad   | Local                  | Visita              | Público |
| ----- | ----------------- | -------- | ---------------------- | ------------------- | ------- |
| 6.º   | Aliardo Soria     | Pucallpa | Defensor San Alejandro | Atlético Torino     | 12.483  |
| 5.º   | Aliardo Soria     | Pucallpa | Defensor San Alejandro | Carlos A. Mannucci  | 10.341  |
| 8.º   | Aliardo Soria     | Pucallpa | Defensor San Alejandro | Atlético Minero     | 8.100   |
| 1.º   | Miguel Grau       | Callao   | Sport Boys             | Pacífico FC         | 6.753   |
| 14.º  | Aliardo Soria     | Pucallpa | Defensor San Alejandro | Alfonso Ugarte      | 6.114   |
| 3.º   | Aliardo Soria     | Pucallpa | Defensor San Alejandro | Pacífico FC         | 6.041   |
| 29.º  | Iván Elías Moreno | Lima     | Deportivo Municipal    | Alianza Huánuco     | 6.034   |
| 30.º  | Julio Lores Colán | Huaral   | Unión Huaral           | Deportivo Municipal | 5.689   |
| 26.º  | Estadio Mansiche  | Trujillo | Carlos A. Mannucci     | Deportivo Municipal | 5.452   |
| 1.º   | Aliardo Soria     | Pucallpa | Defensor San Alejandro | Comerciantes Unidos | 5.275   |

### Espectadores de los clubes
| N.º  | Equipo                 | PJ de local | Asistencia | Promedio | Recaudación |
| ---- | ---------------------- | ----------- | ---------- | -------- | ----------- |
| 1.º  | Defensor San Alejandro | 15          | 77.116     | 5.141    | 877,275.00  |
| 2.º  | Carlos A. Mannucci     | 15          | 41.272     | 2.751    | 463,306.00  |
| 3.º  | Sport Boys             | 15          | 30.496     | 2.033    | 361,460.00  |
| 4.º  | Unión Huaral           | 15          | 28.672     | 1.911    | 484,775.00  |
| 5.º  | Deportivo Municipal    | 15          | 28.503     | 1.900    | 437,375.00  |
| 6.º  | Alfonso Ugarte         | 15          | 25.092     | 1.673    | 375,912.00  |
| 7.º  | Alianza Huánuco        | 15          | 22.260     | 1.484    | 180,058.00  |
| 8.º  | Atlético Torino        | 14          | 19.186     | 1.370    | 259,480.00  |
| 9.º  | José Gálvez            | 15          | 19.088     | 1.272    | 188,903.00  |
| 10.º | Walter Ormeño          | 15          | 14.479     | 965      | 119,270.00  |
| 11.º | Willy Serrato          | 14          | 13.096     | 935      | 91,672.00   |
| 12.º | Sport Victoria         | 15          | 12.967     | 864      | 118,110.00  |
| 13.º | Comerciantes Unidos    | 15          | 12.159     | 810      | 152,870.00  |
| 14.º | Deportivo Coopsol      | 15          | 10.591     | 706      | 56,204.00   |
| 15.º | Atlético Minero        | 15          | 10.318     | 687      | 39,348.00   |
| 16.º | Pacífico FC            | 15          | 9.743      | 617      | 40,004.00   |

## Premiación
| Jugador          | Equipo              | Categoría            |
| ---------------- | ------------------- | -------------------- |
| Marco Flores     | Deportivo Coopsol   | Golero menos batido  |
| Armando Alfageme | Deportivo Municipal | Jugador Destacado    |
| Carlos Pérez     | Deportivo Coopsol   | Goleador del Torneo  |
| Carlos Cortijo   | Deportivo Municipal | Mejor Técnico        |
| Raúl Tito        | Sport Boys          | Jugador Revelación   |
| José Rivas       | Alianza Huánuco     | Mejor Gol (Fecha 13) |